# 아와카텍어
아와카텍어(Awakatek, Aguacateco, Coyotin, Chalchitec)는 과테말라 우에우에테낭고주의 아와카텍족이 사용하는 마야어족 언어이다. 주로 아과카탄과 그 주변 지역에서 쓰인다. 아와카텍어 사용 인구는 1만 명 미만으로, 유네스코에서 취약 등급의 언어로 분류하고 있다. 나아가 멕시코에서는 2010년 기준으로 화자 수가 2천 명 미만으로 소멸 위험이 크다고 여겨진다.
아와카텍어는 이실어와 가장 가까운 관계로 함께 이실어군을 이룬다. 이실어군은 다시 맘어군(맘어와 텍티텍어)와 함께 마야어족의 맘어파를 이룬다.

## 이름의 유래
아와카텍족은 자신들의 언어인 아와카텍어를 ‘우리 말’이라는 뜻인 qaʼyol이라고 부른다. 아와카텍족은 스스로를 qatanum이라 부르는데, 이는 ‘우리 사람들’이란 뜻이며 ‘아와카텍’이라는 단어와는 무관하다. 아와카텍이라는 이름은 아과카탄(Aguacatán)이라는 지명의 형용사형인데, 이 스페인어 지명은 ‘아보카도가 많은 곳’이라는 뜻이다.

## 음운론

### 모음
|        | 전설   | 전설    | 후설   | 후설    |
| 단모음 | 장모음 | 단모음  | 장모음 |         |
| ------ | ------ | ------- | ------ | ------- |
| 고모음 | i /i/  | ii /iː/ | u /u/  | uu /uː/ |
| 중모음 | e /e/  | ee /eː/ | o /o/  | oo /oː/ |
| 저모음 | a /a/  | aa /aː/ |        |         |

이중모음은 ay /aj/, ey /ej/, oy /oj/, uy /uj/의 4가지가 있다.

### 자음
|        |          |        | 양순음  | 치경음    | 후치경음  | 권설음    | 경구개음 | 연구개음 | 연구개음 | 구개수음 | 성문음 |
| 기본   | 구개음화 |        | 양순음  | 치경음    | 후치경음  | 권설음    | 경구개음 |          |          | 구개수음 | 성문음 |
| ------ | -------- | ------ | ------- | --------- | --------- | --------- | -------- | -------- | -------- | -------- | ------ |
| 파열음 | 기본     | 기본   | p /pʰ/  | t /tʰ/    |           |           |          | k /kʰ/   | ky /kʰʲ/ | q /qʰ/   | ' /ʲʔ/ |
| 파열음 | 방출음   | 방출음 | pʼ /pʼ/ | tʼ /tʼ/   |           |           |          | kʼ /kʼ/  | kyʼ/kʼʲ/ |          |        |
| 파열음 | 내파음   | 내파음 | bʼ /ɓ/  |           |           |           |          |          |          | qʼ /ʛ/   |        |
| 비음   | 비음     | 비음   | m /m/   | n /n/     |           |           |          | nh /ŋ/   |          |          |        |
| 마찰음 | 마찰음   | 마찰음 | w /v~f/ | s /s/     | xh /ʃ/    | x /ʂ/     |          |          |          | j /χ/    | h /ʜ/  |
| 파찰음 | 기본     | 기본   | p /ɸʰ/  | tz /t͡sʰ/  | ch /t͡ʃʰ/  | tx /ʈ͡ʂʰ/  |          |          |          |          |        |
| 파찰음 | 방출음   | 방출음 |         | tzʼ /t͡sʼ/ | chʼ /t͡ʃʼ/ | txʼ /ʈ͡ʂʼ/ |          |          |          |          |        |
| 탄음   | 탄음     | 탄음   |         | r /ɾ/     |           |           |          |          |          |          |        |
| 접근음 | 접근음   | 접근음 |         | l /l~ɺ/   |           |           | y /j/    | w /ʍ/    |          |          |        |